# محطة قطار نيوستيد
محطة قطار نيوستيد (بالإنجليزية: Newstead railway station)‏‏ هي محطة قطار في نوتنغهامشير في المملكة المتحدة، تُشغلها قطارات إيست ميدلاند. افتُتحت هذه المحطة في مايو 1993، ويبلغ عدد مسارات أرصفتها 1.